# Elaphoglossum correae
Elaphoglossum correae är en träjonväxtart som beskrevs av John T. Mickel. Elaphoglossum correae ingår i släktet Elaphoglossum och familjen Dryopteridaceae. Inga underarter finns listade.